# Рібейра-де-Пена
Рібе́́йра-де-Пе́на (порт. Ribeira de Pena; МФА: [ʁi.ˈbɐj.ɾɐ dɨ ˈpe.nɐ], Рібе́́йра-ди-Пе́на) — муніципалітет і містечко в Португалії, в окрузі Віла-Реал. Розташований у північній частині країни, на теренах історичної португальської провінції Трансмонтана. Належить до Віла-Реальської діоцезії Католицької церкви в Португалії. Права міського самоврядування має з 1331 року. Поділяється на 5 парафій. За адміністративним поділом, чинним до 1976 року, був складовою провінції Трансмонтана і Верхнє Дору. Площа муніципалітету — 217,46 км², населення муніципалітету — 6544 ос. (2011); густота населення — 30,09 осіб/км²
. Патрон — Діва Марія. Святковий день муніципалітету — 16 серпня. Поштовий індекс — 4870.  Код місцевої адміністративної одиниці — 1709. Складова статистичного регіону Північ.

## Географія
Рібейра-де-Пена розташована на півночі Португалії, в центрі округу Віла-Реал.
Муніципалітет входить до статистичного регіону Північ.
Рібейра-де-Пена межує на півночі з муніципалітетом Ботікаш, на сході — з муніципалітетом Віла-Пока-де-Агіар, на півдні — з муніципалітетом Віла-Реал, на південному заході — з муніципалітетом Мондін-де-Башту, на заході — з муніципалітетом Кабесейраш-де-Башту.

## Історія
29 вересня 1331 року португальський король Афонсу IV надав Рібейрі форал, яким визнав за поселенням статус містечка та муніципальні самоврядні права.

## Населення
| Кількість мешканців | Кількість мешканців | Кількість мешканців | Кількість мешканців | Кількість мешканців | Кількість мешканців | Кількість мешканців | Кількість мешканців | Кількість мешканців | Кількість мешканців | Кількість мешканців | Кількість мешканців | Кількість мешканців | Кількість мешканців | Кількість мешканців |
| ------------------- | ------------------- | ------------------- | ------------------- | ------------------- | ------------------- | ------------------- | ------------------- | ------------------- | ------------------- | ------------------- | ------------------- | ------------------- | ------------------- | ------------------- |
| 1864                | 1878                | 1890                | 1900                | 1911                | 1920                | 1930                | 1940                | 1950                | 1960                | 1970                | 1981                | 1991                | 2001                | 2011                |
| 8 680               | 9 393               | 9 320               | 9 606               | 10 261              | 10 019              | 10 806              | 12 720              | 12 780              | 13 309              | 10 145              | 10 796              | 8 504               | 7 412               | 6 544               |